# 北寧省
北寧省（越南语：／）是越南紅河三角洲的一個省，省莅北江坊。
北宁省属于越南传统分区的京北（Kinh Bắc），是越南非物质文化遗产——官賀的发源地。省内有数处越南佛教名寺及民间信仰重地，包括李八帝庙、桑寺、佛跡寺、笔塔寺、主库祠等。

## 地理
北宁省西和西南接河内市，东和东南接海防市，南接兴安省。

## 歷史

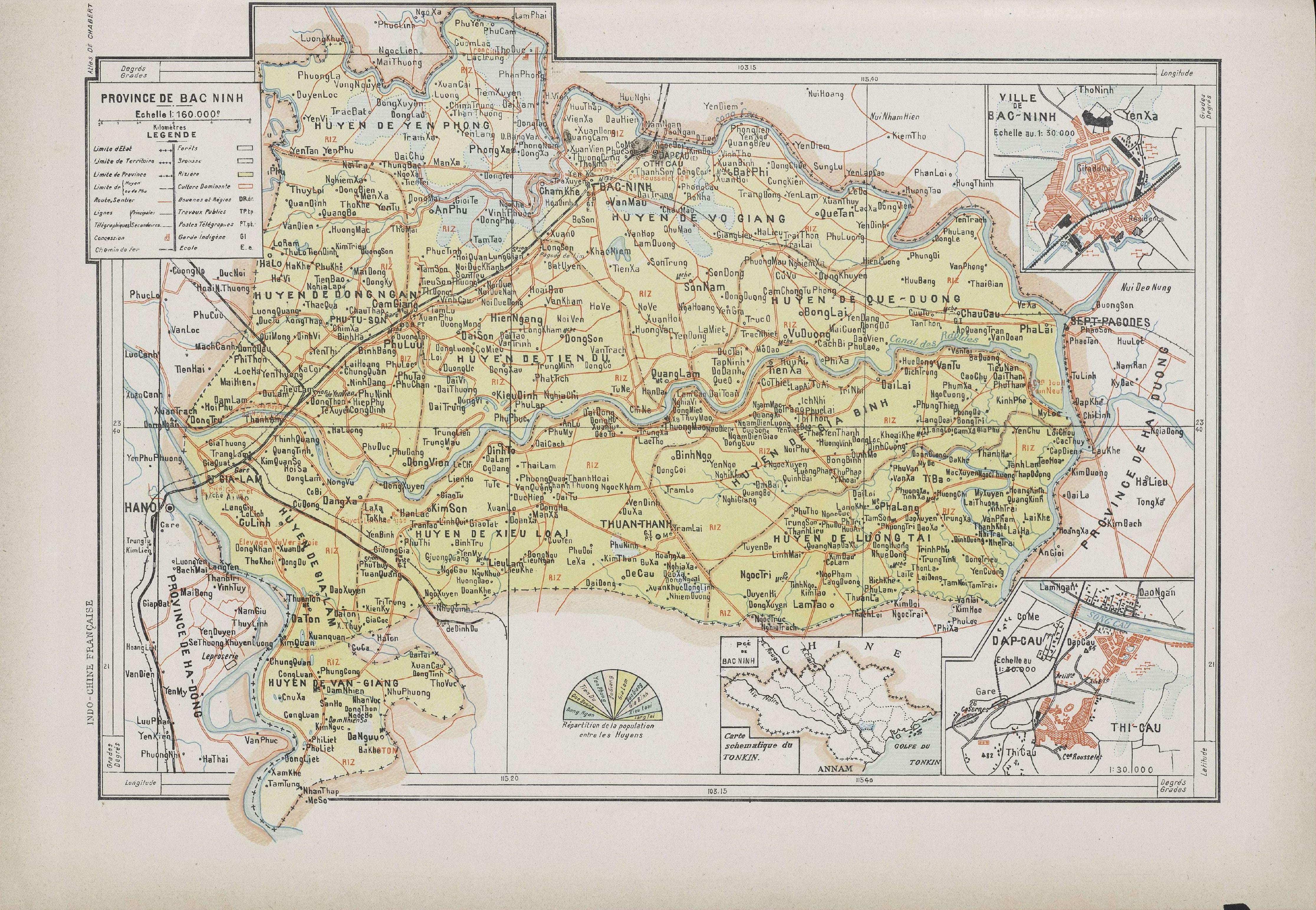
法属印度支那时期的北寧省地图

北寧省莅北寧市，在古代曾称为龙编，在越南的第二次北屬時期，曾是交州的州治。阮朝明命十二年（1831年），明命帝划分省辖，改北宁镇为北宁省。
1948年1月25日，越南政府将各战区合并为联区，战区抗战委员会改组为联区抗战兼行政委员会。第一战区和第十二战区合并为第一联区，设立第一联区抗战兼行政委员会，北宁省划归第一联区管辖。
1949年11月4日，第一联区和第十联区合并为越北联区，设立越北联区抗战行政委员会。北宁省随之划归越北联区管辖。
1956年7月1日，越北联区改组为越北自治区。北宁省划归中央政府直辖。
1962年10月27日，北宁省和北江省合并为河北省，省莅北江市社。北宁省区域包括北宁市社、嘉良县、桂武县、顺成县、仙游县、慈山县、安丰县6县。
1963年4月14日，河北省仙游县和慈山县合并为仙山县。
1980年8月1日，河北省嘉良县1社划归顺成县管辖。
1985年5月3日，河北省仙山县1社和桂武县1社划归北宁市社管辖。
1996年11月6日，河北省恢复分设为北宁省和北江省；北宁省下辖北宁市社、嘉良县、桂武县、顺成县、仙山县、安丰县1市社5县，省莅北宁市社。
1999年8月9日，嘉良县重新分设为嘉平县和良才县；仙山县重新分设为仙游县和慈山县。
2006年1月25日，北宁市社改制為北寧市。
2008年9月24日，慈山縣改制為慈山市社。
2021年9月22日，慈山市社改制为慈山市。
2023年2月13日，越南国会常务委员会通过决议，自2023年4月10日起，桂武县改制为桂武市社，顺成县改制为顺成市社。
2025年7月1日和原北江省合併省會遷往北江市。

## 行政區劃
北寧省下轄2市2市社4縣，省莅北寧市。
- 北寧市（Thành phố Bắc Ninh）
- 慈山市（Thành phố Từ Sơn）
- 桂武市社（Thị xã Quế Võ）
- 順成市社（Thị xã Thuận Thành）
- 嘉平縣（Huyện Gia Bình）
- 良才縣（Huyện Lương Tài）
- 仙遊縣（Huyện Tiên Du）
- 安丰縣（Huyện Yên Phong）

## 資料來源與註釋
1. ↑  嗣德本《大南一统志·北宁省上·建置沿革》
2. ↑  .   [2020-03-23]. （原始内容存档于2021-12-15）.
3. ↑  .   [2020-03-23]. （原始内容存档于2021-12-15）.
4. ↑  .   [2020-03-23]. （原始内容存档于2020-04-01）.
5. ↑  .   [2020-03-23]. （原始内容存档于2020-04-12）.
6. ↑  .   [2020-03-23]. （原始内容存档于2020-04-01）.
7. ↑  .   [2020-03-23]. （原始内容存档于2020-03-23）.
8. ↑  .   [2020-03-23]. （原始内容存档于2017-08-30）.
9. ↑  .   [2020-03-26]. （原始内容存档于2020-04-01）.
10. ↑  .   [2020-03-26]. （原始内容存档于2020-02-03）.
11. ↑  .   [2020-09-12]. （原始内容存档于2020-10-01）.
12. ↑  .   [2021-10-14]. （原始内容存档于2021-12-15）.
13. ↑  . 越南国会. 2023-02-22  [2023-02-23]. （原始内容存档于2023-02-23） （越南语）.
14. ↑  越南省市合并后23个行政单位的面积和人口总数

## 外部連結
- 北宁省电子信息门户网站（页面存档备份，存于）（越南文）